# Pinus pungens
Pinus pungens (сосна колюча) — вид роду сосна родини соснових.

## Поширення
Поширення: Сполучені Штати Америки (Джорджія, Меріленд, Північна Кароліна, Пенсильванія, Південна Кароліна, Теннессі, Вірджинія, Західна Вірджинія). Ця сосна віддає перевагу сухим умови і зустрічається в основному на кам'янистих схилах на висотах 300—1760 м над рівнем моря. Зазвичай росте у вигляді окремих, розкиданих дерев або невеликих гаїв.

## Опис

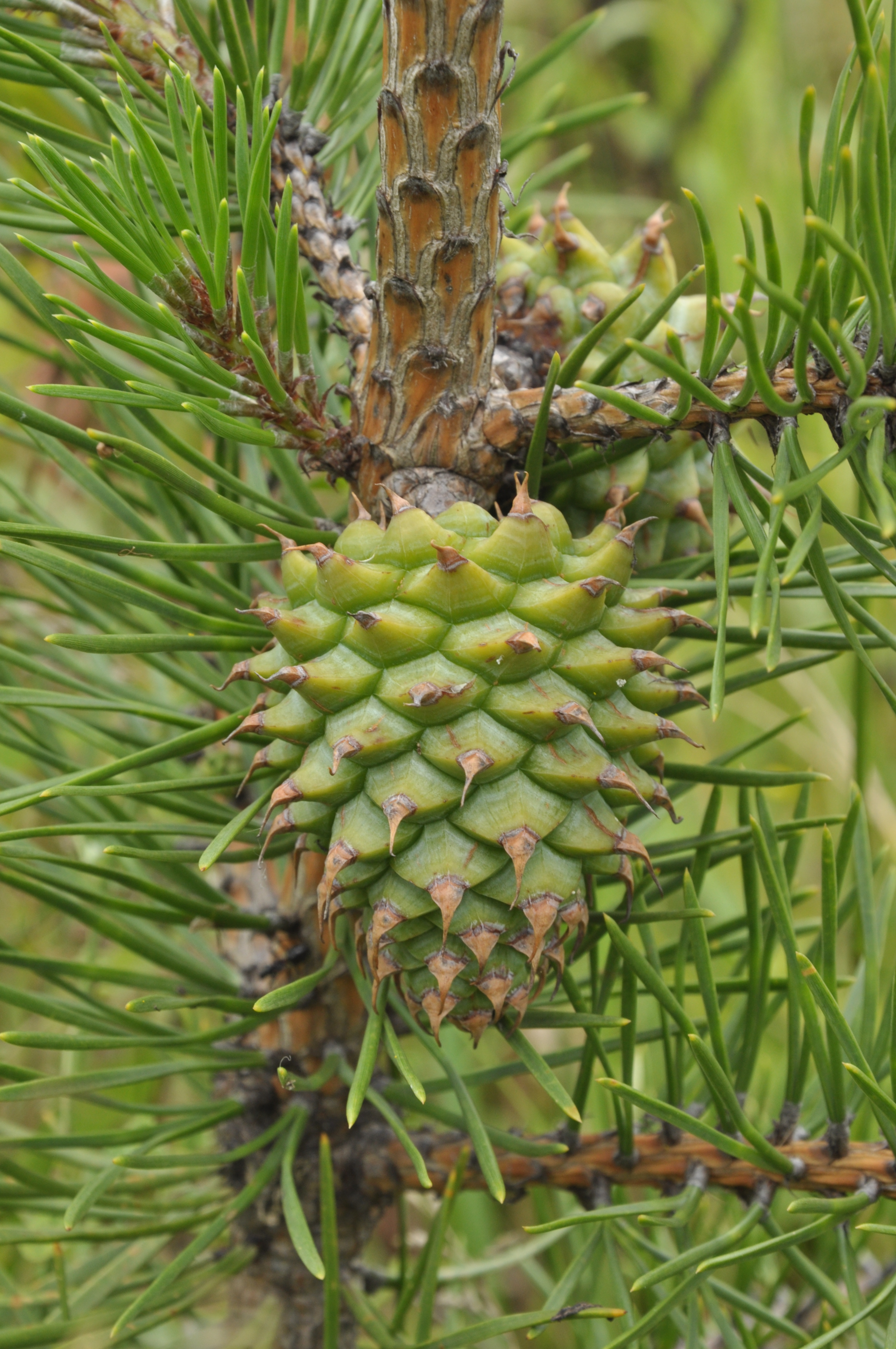
Гілка з насіннєвою шишкою

Щільність деревини: 0,49 г/см3. Колір квітки жовтий; колір листя зелений; насіння коричневе. Це дерева 6–12 м м висотою. Стовбур до 0,6 м діаметром. Кора від червоно- до сіро-коричневого кольору, в лускатих пластинах. Гілки горизонтальні, оранжево-жовто-коричневі, при старінні темно-коричневі, грубі. Голки зібрані в пучки по 2–3, вони 4–7 см довжиною. Пилкові шишечки яйцеподібні, щоб циліндричні, червоно-коричневі, 0,6–0,9 см, смолисті. Шишки яйцеподібні, від блідо-рожевого до жовтувато-бурого кольору 4–9 см довжиною.
Найбільше дерево діаметром 78 см, висота 29 м, крона діаметром 14 м. Найбільший вік 232 років, Pederson (2006).

## Використання
Ці сосни використовують локально як паливо і на комерційній основі для деревини і це цінний захист вододілу.

## Загрози та охорона
Періодично південний сосновий жук, Dendroctonus frontalis проріджує цілі популяції цієї сосни. Цей вид зустрічається в кількох охоронних територіях в своєму діапазоні поширення.